# Собор Святой Марии (Глазго)
Кафедральный собор Святой Девы Марии (англ. The Cathedral Church of St Mary the Virgin, гэльск. Cathair-eaglais Naomh Moire), кратко — собор Святой Марии (англ. St Mary’s Cathedral) — кафедральный собор Шотландской епископальной церкви на Грейн-Вестерн-роуд в Глазго, Шотландия. Кафедра епископа диоцеза Глазго и Галлоуэя. Является памятником архитектуры категории А.

## История
Строительство церкви по проекту шотландского архитектора Джорджа Гилберта Скотта началось в 1870 году. Уже в следующем году, 9 ноября 1871 года, в недостроенном соборе провели первую мессу. После смерти Скотта в 1878 году его сын Джон Олдрич Скотт продолжил работу над церковью. В 1884 году основное здание было завершено, а церковь освящена во имя Девы Марии. Возведение 63-метровой колокольни продолжалось до октября 1893 года. 
В 1908 году церковь Святой Марии получила статус кафедрального собора диоцеза Глазго и Галлоуэя Шотландской епископальной церкви. В 1920-х годах здание было отремонтировано. Следующая масштабная реконструкция растянулась на почти 20 лет: с середины 1980-х до 2002 года.
В соборе имеется орган, а в колокольне размещены 10 колоколов, причём тенорный колокол весит 32 центнера.